# 如是村
如是村（にょぜむら）は、大阪府三島郡にあった村。現在の高槻市の南西部、芥川の下流域にあたる。

## 地理
- 河川：芥川、女瀬川
  - 村名は女瀬川に由来し、仏教用語の如是我聞から、「女瀬」に「如是」の字をあてた。

## 歴史
- 1889年（明治22年）4月1日 - 町村制の施行により、島上郡東五百住村・西五百住村・津之江村・芝生村・庄所村が合併して島上郡如是村が発足。大字東五百住に村役場を設置。
- 1896年（明治29年）4月1日 - 所属郡が三島郡に変更。
- 1934年（昭和9年）9月1日 - 高槻町に編入。同日如是村廃止。

## 交通

### 鉄道路線
旧村域北部を鉄道省の東海道本線と新京阪鉄道の新京阪線（現・阪急京都本線）が高槻市東五百住町(1・2丁目)と津之江地区付近等を通過しており、駅は存在しない。